# Koundoumaoua
Koundoumaoua (auch: Koundamawa, Koundoumawa) ist ein Dorf in der Landgemeinde Garagoumsa in Niger.

## Geographie

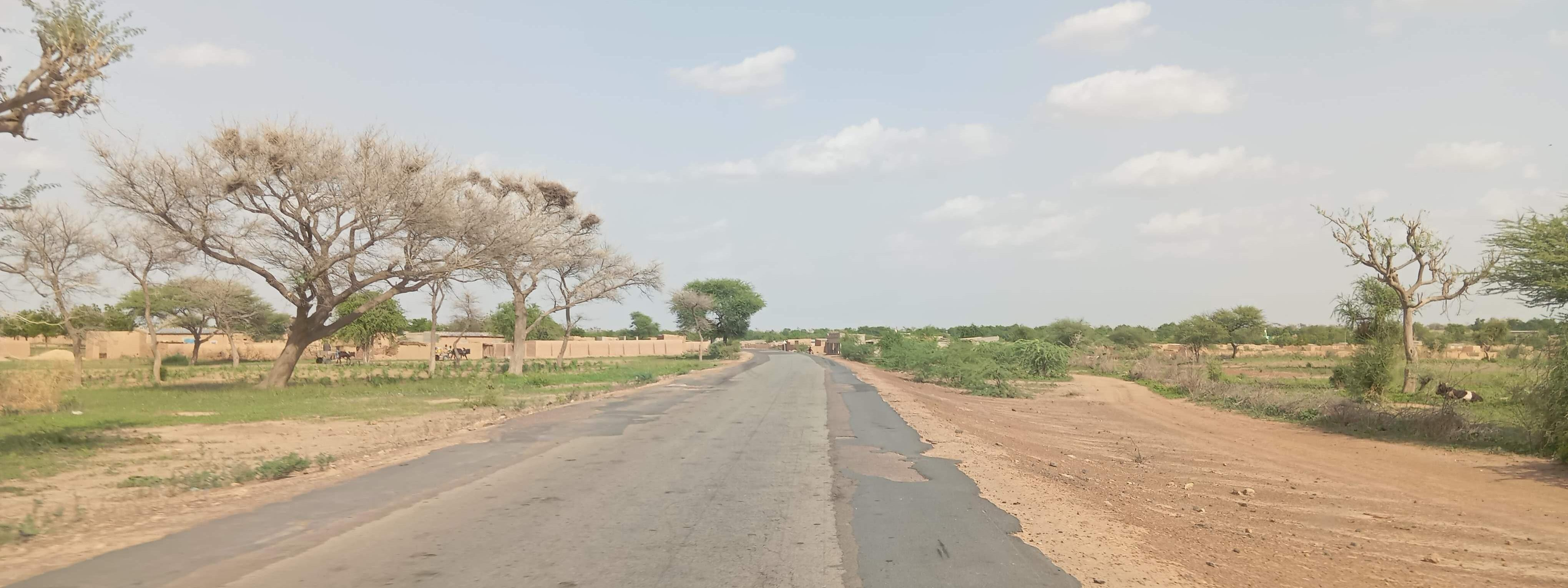
Ortsansicht von Koundoumaoua (2024)

Das Dorf liegt verkehrsgünstig an der Nationalstraße 1, der wichtigsten Fernstraße des Landes. Über die Nationalstraße 1 erreicht man Richtung Westen nach etwa 25 Kilometern das Dorf Maïjirgui und nach etwa 40 Kilometern die Großstadt Tessaoua. Richtung Osten verläuft die Nationalstraße 1 über das rund 16 Straßenkilometer entfernte Dorf Takeita, den Gemeindehauptort von Garagoumsa, in Richtung der rund 65 Straßenkilometer entfernten Großstadt Zinder. Koundoumaoua gehört zur Landgemeinde Garagoumsa im Departement Takeita in der Region Zinder.
Es herrscht das Klima der Sahelzone vor, mit einer durchschnittlichen jährlichen Niederschlagsmenge zwischen 300 und 400 mm.

## Bevölkerung

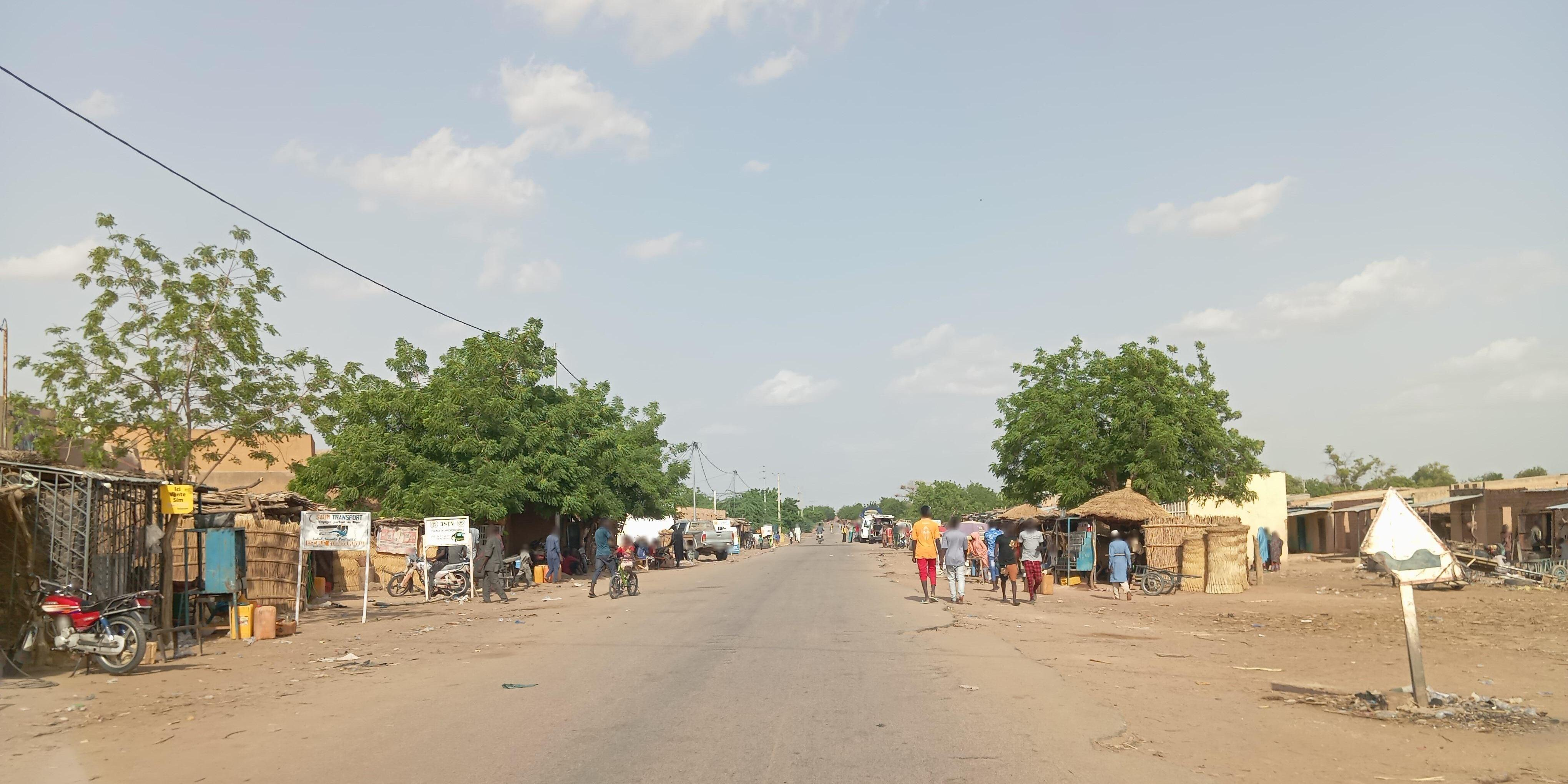
Straßenszene an der Nationalstraße 1 in Koundoumaoua (2024)

Bei der Volkszählung 2012 hatte Koundoumaoua 5700 Einwohner, die in 823 Haushalten lebten. Bei der Volkszählung 2001 betrug die Einwohnerzahl 3806 in 544 Haushalten und bei der Volkszählung 1988 belief sich die Einwohnerzahl auf 2681 in 438 Haushalten.
Die Bevölkerungsdichte in diesem Gebiet ist mit über 100 Einwohnern je Quadratkilometer hoch.

## Wirtschaft und Infrastruktur
Die Bevölkerung betätigt sich im Ackerbau, in der Viehzucht und im Handel. Das Gebiet der Ebenen im Süden der Region Zinder, in dem die Siedlung liegt, ist von einer anhaltenden Degradation der ackerbaulichen Flächen gekennzeichnet, die mit der hohen Bevölkerungsdichte in Zusammenhang steht. In Koundoumaoua gibt es einen Viehmarkt, der vor allem von Zwischenhändlern besucht wird. Der Markttag ist Dienstag. In den 1960er Jahren war der Markt ein wichtiger Umschlagplatz für Erdnüsse, dem damals bedeutendsten Exportgut Nigers. Beim Centre de Formation aux Métiers de Koundoumaoua (CFM Koundoumaoua) handelt es sich um ein Berufsausbildungszentrum. Das Trinkwasser im Dorf weist gesundheitsgefährdend hohe Fluorwerte auf. Vergleichsweise schlechte Werte wurden in Niger nur in Ingall und Tibiri gemessen.